# Młynek (powiat koniński)
Młynek – wieś w Polsce położona w województwie wielkopolskim, w powiecie konińskim, w gminie Sompolno, przy wschodnim krańcu Jeziora Lubstowskiego. Miejscowość wchodzi w skład sołectwa Lubstów. 
W latach 1975–1998 miejscowość należała administracyjnie do województwa konińskiego. Mieszkańcy utrzymują się głównie z rolnictwa i ogrodnictwa.
Mieszkańcy wsi wyznania katolickiego przynależą do parafii św. Jadwigi w Lubstowie.
Przez Młynek przebiega niebieski szlak rowerowy Ślesin - Lubstów - Ślesin.